# Austin Adarraga
Austin Adarraga, né en 1965 à Townsville, est un joueur professionnel de squash représentant l'Espagne. Il atteint en mai 1993 la onzième place mondiale sur le circuit international, son meilleur classement. Il est champion d'Espagne à 5 reprises entre 1988 et 1994.

## Biographie
Austin Adarraga, naît en 1965 à Townsville de parents espagnols émigrés en Australie.
A l'âge de onze ans, il est champion d'Australie des moins de 13 ans en battant Rodney Martin, futur champion du monde lors d'un match accroché de 90 minutes, remporté 10-9 au cinquième jeu. 
En 1979, âgé de douze ans et passant les vacances chez son oncle et sa tante en Espagne, il est finaliste du premier championnats d'Espagne de squash face à Carlos Sainz, âgé de 16 ans et futur champion du monde des rallyes.
A l'âge de dix-sept ans, il est quart de finaliste des championnats du monde junior représentant l'Australie, s'inclinant face à Jansher Khan. Il intègre alors l'Australian Institute of Sport sous la direction de Geoff Hunt.
En 1985, il reçoit une lettre de la fédération espagnole lui demandant de représenter l'Espagne à une compétition européenne se déroulant à Barcelone et choisit de représenter l'Espagne en compétitions officielles.
En 1992, il réalise sa meilleure année en se hissant en demi-finale du Championnat du monde, seulement battu par le légendaire Jansher Khan en 92 minutes de match à qui il prend un jeu.
Il prend sa retraite sportive en 1995 et retourne en Australie.

## Palmarès

### Titres
- Championnats d'Espagne : 5 titres (1988, 1990, 1992-1994)